# Rábca
De Rábca (Hongaars: Répce, Rábca; Duits: Rabnitz) is een rivier van 180 kilometer die door Oostenrijk en Hongarije loopt. Zij begint in de gemeente Hollenthon nabij het plaatsje Blumau door de samenvloeiing van de Spratzbach en Thalbach. Eindigen doet ze in de Mosoni Duna ter hoogte van Győr.

## Tracé

### Bovenloop

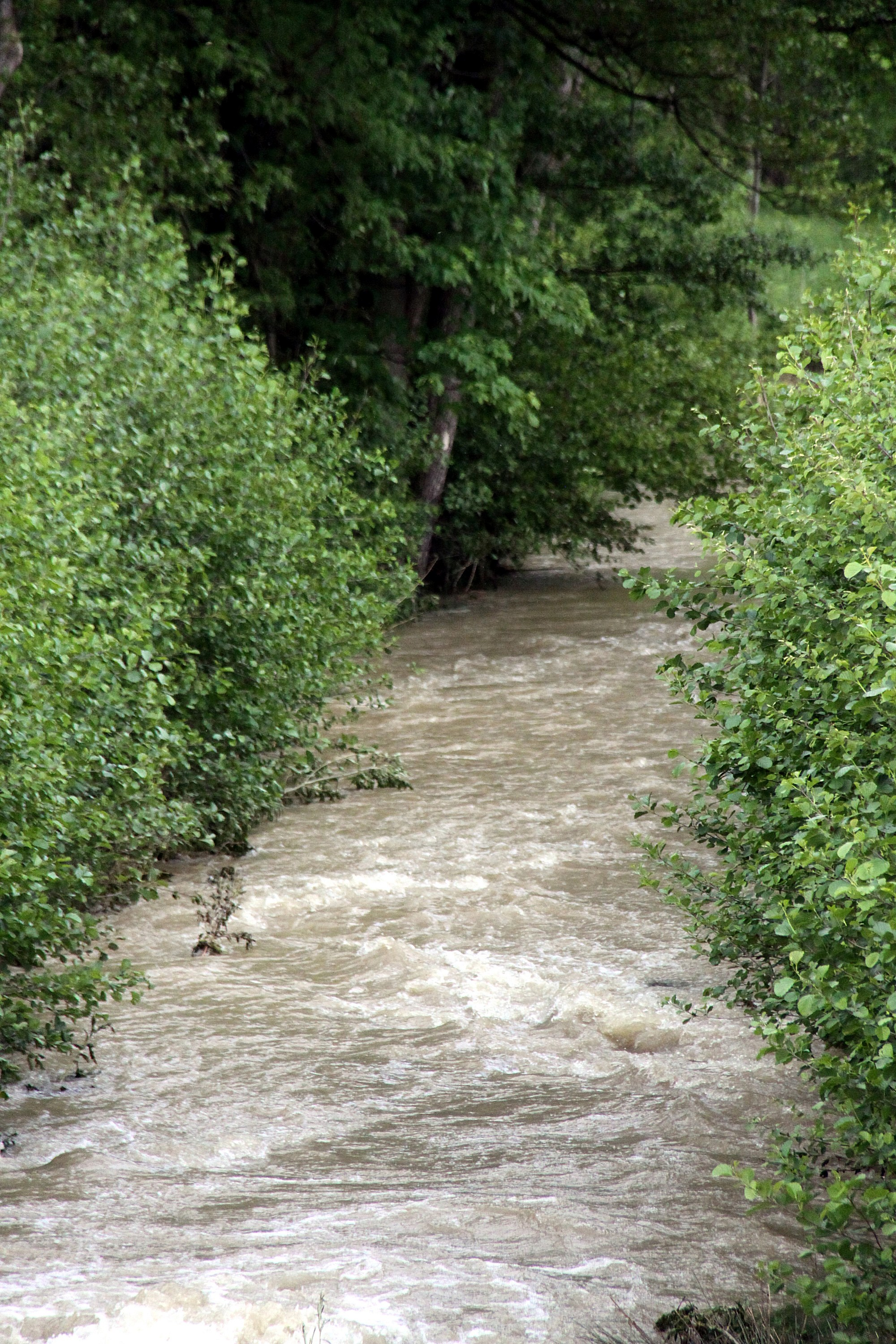
De Rábca (Rabnitz) nét na de samenkomst van de Spratzbach en de Thalbach

De Rábca ontstaat bij Blumau (Oostenrijk) door de samenvloeiing van de uit Blumau zelf komende Spratzbach en de uit Grohdorf komende Thalbach. Na deze samenvloeiing begint de Rábca te meanderen door een smal dalletje. Verder stroomafwaarts is het dal aanzienlijk breder geworden en doorstroomt zij plaatsen zoals: Karl, Oberrabnitz, Schwendgraben, Unterrabnitz, Piringsdorf, Dörfl en Steinberg. Omdat er zich ondertussen steeds meer beekjes en kleine waterlopen bij de Rábca voegen, is vooral het debiet van deze rivier flink gegroeid. Ook is het dal van de Rábca weer een stuk breder geworden.
Nabij de plaats Steinberg houdt de rivier op met meanderen en is zij gekanaliseerd; dit is gedaan om het water van de Rábca sneller te kunnen afvoeren. Verder stroomafwaarts begint de rivier door het grensgebied tussen Hongarije en Oostenrijk te lopen en begint zij weer te meanderen. Dit houdt nog wel even aan, maar na een paar 100 meter is de rivier weer gekanaliseerd. Vervolgens bereikt zij het plaatsje Lutzmannsburg en daarmee tegelijkertijd Hongarije. Hier wordt de rivier ook wel "Répce"genoemd.

### Middenloop

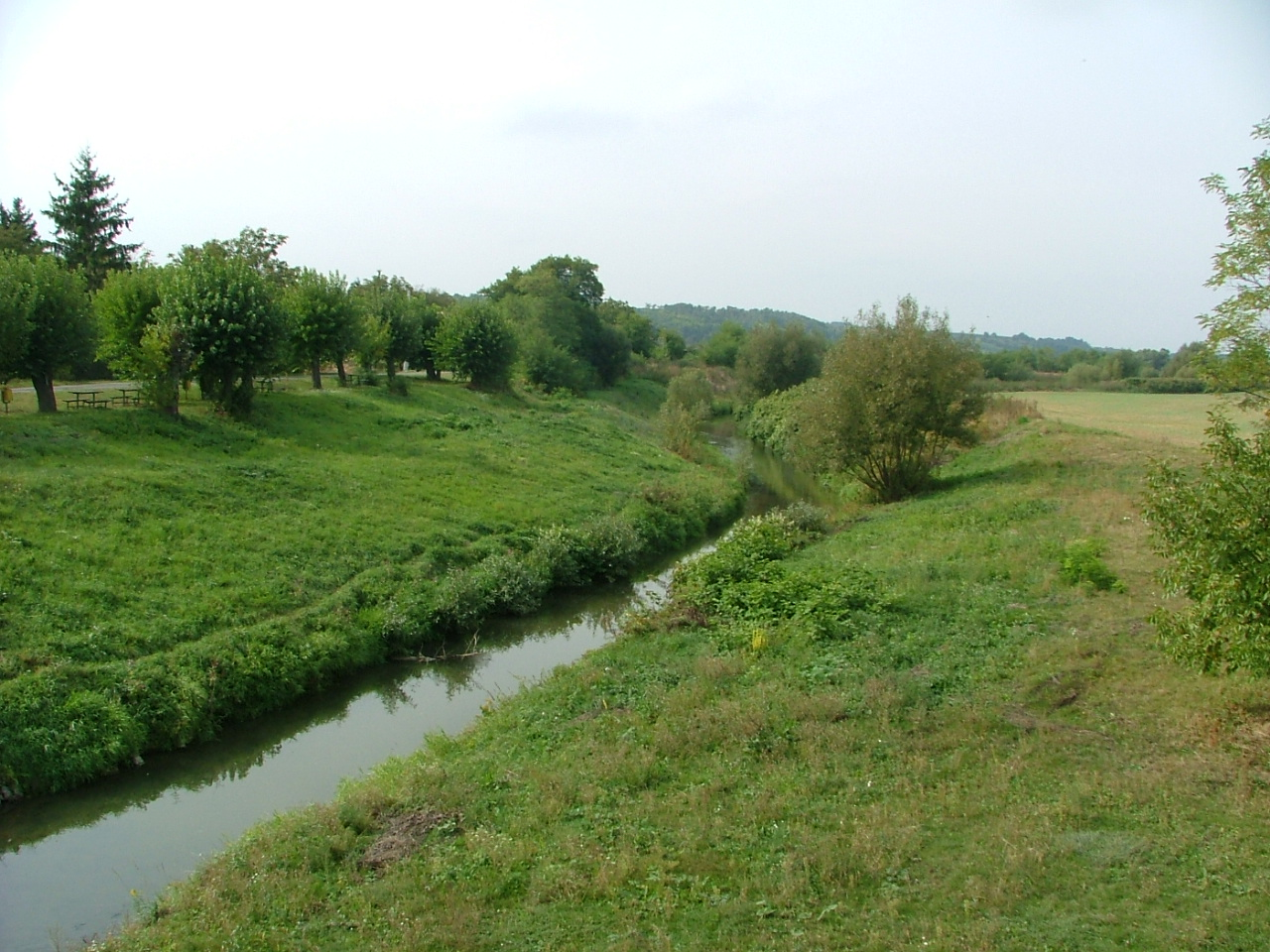
De gekanaliseerde middenloop van de Rábca/Répce

Langzamerhand begint de rivier hier ook grotere plaatsen te bereiken zoals Bük en Csepreg. Nadat zij Bük heeft doorstroomd, begint zij door een bos-achtig gebiedje met veel riviertjes te stromen. Veel van deze riviertjes in dit gebied komen uiteindelijk in de Rábca terecht. Ondertussen stroomt de Rábca nog verder door dit gebied, maar begint wel al snel Répcelak te bereiken. In Répcelak takt zich tevens de Repce-árapasztó van de Rábca af. Deze komt uiteindelijk terecht in de Rába. Verder stroomafwaarts, ten zuiden van Kapuvár takt de Vámház-ér zich van de Rábca af.
Later kruisen deze twee rivieren zich weer; de Rábca wordt door middel van een aquaduct boven de Vámház-ér geleid, en de Vámház-ér wordt door een soort duiker onder de Rábca geleid. Na deze kruising zet de Vámház-ér zich voort als de Kis-Répce (Kleine Répce/Rábca). De Kis-Répce mondt vervolgens uit in het Einserkanaal. De Rábca zelf doorstroomt vervolgens weer een bos-achtig natuurgebied en hier komt zij de Kis-Rába (Kleine Rába), een aftakking van de Rába tegemoet. 

### Benedenloop
Na de samenkomst van deze twee rivieren stroomt de Rábca nog steeds door het natuurgebied en komt hier nog meer riviertjes tegemoet. Ook takt hier nog een riviertje, de Kis-metszés af van de Rábca. Deze komt stroomafwaarts echter weer in de Rábca terecht. Langzamerhand begint de rivier Börcs te bereiken en is inmiddels een stuk breder geworden. Kort nadat zij niet meer door de gemeente Börcs stroomt, kruist de snelweg M1 de Rábca door middel van een viaduct. Vervolgens splitst de rivier zich, nog voor de monding, in twee takken. Beide komen in de Mosoni Duna terecht.

## Kanalisatie
In de jaren zestig van de 20e eeuw werden er in Hongarije plannen gemaakt om de rivier te kanaliseren. In de jaren zeventig, een decennium later, werden de plannen uitgevoerd. Dit werd gedaan om het water van de Rábca sneller af te kunnen voeren om zo wateroverlast te voorkomen. Tegelijkertijd had dit ook een slechte invloed op de natuur langs de Rábca, aangezien een sterk gekanaliseerde rivier een stuk minder natuur aantrekt dan een sterk meanderende rivier.

## Zijrivieren en vertakkingen
De Rábca heeft in haar stroomgebied veel zijriviertjes. Ook zijn er enkele vertakkingen. Vrijwel alle zijriviertjes en vertakkingen staan hier onder vermeld. Er is tevens een aparte lijst die de vertakkingen aangeeft.

### Zijrivieren
- Lembach
- Solibach
- Neuwiesenbach
- Erlaubach
- Rustenbach
- Dorschabach
- Stoober Bach
- Ribicabach
- Ásás-csatorna
- Ablánc-patak
- Metőc-patak
- Répce jobb parti árok
- Kócsod-patak
- Kőris-patak
- Kis-Rába
- Szegedi-csatorna
- Kapuvár-Bősárkány-csatorna
- Einserkanaal
- Keszeg-ér
- Kepés-Lesvári-csatorna

### Vertakkingen
- Repce-árapasztó
- Vámház-ér\Kis-répce
- Békés-csatorna
- Kis-metszés

- Virtual International Authority File: 239668799